# Xangongo flygplats
Xangongo flygplats är en flygplats i Angola.   Den ligger i provinsen Cunene, i den sydvästra delen av landet, 900 kilometer söder om huvudstaden Luanda. Xangongo flygplats ligger 1 120 meter över havet.
Terrängen runt Xangongo flygplats är mycket platt. Runt Xangongo flygplats är det mycket glesbefolkat, med 4 invånare per kvadratkilometer..
Omgivningarna runt Xangongo flygplats är huvudsakligen savann.